# ادوارد پلانکارت
ادوارد پلانکارت (انگلیسی: Edward Planckaert؛ زادهٔ ۱ فوریهٔ ۱۹۹۵ ‏(۳۰ سال)) دوچرخه‌سوار اهل بلژیک است.
از باشگاه‌هایی که در آن بازی کرده‌است می‌توان به اسپورت فلاندر-بالوزه اشاره کرد.